# Kiyohara Yukinobu
En aquest nom japonès, el cognom és Kiyohara.
Kiyohara Yukinobu —清原 雪信— (1643-5 de juny del 1682) fou una pintora japonesa, durant l'era Edo va ser coneguda com la primera pintora femenina consumada pertanyent a l'escola Kanō. El seu treball cobreix una gran varietat de formats, de petits rotllos de seda a grans superfícies. Temàticament, aborda assumptes tradicionals, tals com els paisatges -Paisatge de primavera i Paisatge de tardor, al Museu d'Art de Cleveland-, les flors, els ocells, les personalitats budistes, etc. No obstant això, una part significativa de la seva obra s'inscriu igualment en l'estil yamato-e. Sobresurt també per la producció de nombroses representacions de dones, incloent personatges llegendaris tals com Murasaki Shikibu.
La seva mare Kuniko era neboda del mestre Kanō Tannyū. El seu pare Kusumi Morikage, entre els millors deixebles de Kanō Tannyū, era igualment pintor i participa en la seva formació i la incita a adoptar un estil erudit vingut de la Xina. Kiyohara Yukinobu va viure a Kyoto. Va contreure matrimoni amb un pintor membre de l'escola Kanō, Kiyohara Hirano Morokiyo.
La pintora es converteix en la dona més cèlebre de l'escola Kanō, una acadèmia pictòrica de Kyoto coneguda per la seva hostilitat cap a les dones.No obstant això, moltes de les obres de Yukinobu estan signades i segellades amb el seu nom, la qual cosa suggereix que havia obtingut un reconeixement suficient com per vendre aquestes produccions a ciutadans i samurais, alguna cosa excepcional per a una dona de l'època. La novel·la de Ihara Saikaku, La Vida d'una dona galant (好色一代女, Kōshoku Ichidai Onna?), comprèn una història en la qual una cortesana va encarregar un treball a Kiyohara Yukinobu, un quadre sobre la tardor, pintat sobre seda. Kiyohara Yukinobu va morir el 1682.

## Principals obres
Selecció d'obres de Kiyohara Yukinobu exposades a diferents museus del seu país Japó:
- Vista de lors i ocells. Museu Nacional de Tòquio
- Flors i ocells amb figura. Museu d'art de Itabashi
- Història de Genji. Museu d'Art Tokugawa
- Trenta-sis dones immortals de la poesia. Museu Miho
- Quatre estacions, flors i ocells i figura. Col·lecció particular
- Nonomiyazu (Figura). Museu Històric de Saiku